# Alfonso Visocchi
Alfonso Visocchi (Atina, 7 settembre 1831 – Napoli, 16 marzo 1909) è stato un politico italiano.

## Biografia
Fratello di Giacinto e Pasquale Visocchi fu deputato e senatore del Regno d'Italia.
Esponente di una nota élite di Terra di Lavoro che aveva rilevanti interessi sia nell'agricoltura che nel settore industriale, avendo peraltro avviato anche una florida cartiera ad Atina, venne eletto alla Camera dei deputati del collegio di Cassino nella IX legislatura e, ininterrottamente, dalla XII legislatura alla XIX legislatura.
Particolarmente assiduo nei lavori assembleari, si occupò spesso, dai banchi parlamentari, con mozioni e interrogazioni, di tematiche a carattere economico-finanziario, tecnico e sociale. Per la sua competenza, fu più volte prescelto come relatore sul bilancio relativo al Ministero dell'Agricoltura, Industria e Commercio. Fu tra i relatori della Sottogiunta parlamentare d'inchiesta sulle condizioni dei contadini nelle province meridionali e nella Sicilia.
Per sostenere l'economia atinate e della Val di Comino in generale, si fece promotore su scala provinciale e nazionale di un progetto di collegamento ferroviario fra Cassino, Atina e Sora, i cui tentativi, peraltro vani, monopolizzarono i circondari interessati, quelli di Cassino e Sora appunto, per almeno un trentennio.

## Scritti e discorsi editi
- Sulle bonificazioni in Provincia di Capitanata, Tip. dell'Unione, Napoli 1878.
- Discorso sulla ferrovia Terni-Avezzano-Sora-Isernia pronunziato alla Camera dei Deputati nella tornata del 10 febbraio 1883 e risposta del ministro de' lavori pubblici, Tip. della Camera dei Deputati, Roma 1883.
- Sulla costruzione d'una ferrovia secondaria Cassino-Atina-Alvito-Sora-Isola Liri, Tip. Camera dei Deputati, Roma 1883.
- Risposta alle osservazioni sul progetto d'una ferrovia economica Cassino-Atina-Isola Liri, Salvati, Napoli 1884.
- Discorsi dei deputati Visocchi e Grossi pronunziati alla Camera dei Deputati durante la discussione delle Convenzioni ferroviarie con gli emendamenti ed ordini del giorno da essi presentati, Tip. della Camera dei Deputati, Roma 1885.
- Discorsi pronunciati dal deputato Visocchi nelle tornate del 30 aprile e 1º maggio 1890, Tip. della Camera dei Deputati, Roma 1890.
- Ferrovia elettrica Cassino-Atina-Sora, s.e., Napoli 1907.